# The Amazing Spider-Man (pel·lícula)
The Amazing Spider-Man és una pel·lícula estatunidenca dirigida per Mark Webb. És la quarta pel·lícula de Columbia Pictures basada en el personatge de Marvel Comics. El desenvolupament de la pel·lícula començà simultàniament quan Sony anuncià la cancel·lació de Spider-Man 4. Van optar per un reinici en comptes d'una altra seqüela.

La pel·lícula va tenir uns ingressos moderats en taquilla, però la seva recaptació no superà cap de les tres anteriors.
Ha estat doblada al català.

## Argument
Un nen anomenat Peter Parker és abandonat pels seus pares que el deixen amb els seus oncles Ben (Martin Sheen) i May (Sally Field) i després se'n van sense donar cap explicació.
Anys després un Peter Parker (Andrew Garfield) adolescent va a l'Institut de Ciències Miltdown, on és assetjat pel milhomes Flash Thompson (Chris Zylka) i se sent atret per Gwen Stacy.(Emma Stone). Un dia Peter troba un portafolis del seu pare Richard Parker (Campbell Scott) i descobreix que va estar treballant a les Indústries Oscorp amb el doctor Curtis Connors (Rhys Ifans), un científic amb un braç amputat. Peter es cola a Oscorp i es fica a una habitació on és mossegat per una aranya manipulada genèticament adquirint les capacitats de grimpar per les parets, superforça, sentit aràcnid que l'adverteix del perill, agilitat i vista millorada. Després d'estudiar els papers del seu pare, Peter visita Connors. Connors al principi li demana que se'n vagi, però el rep en saber que és el fill de Richard Parker. Connors explica que, en el seu moment, ell i Richard van intentar crear un sèrum que regenerés o guarís qualsevol part del cos humà. L'objectiu de tots dos era usar el sèrum per regenerar el braç incomplet de Connors i ajudar totes les persones amb problemes físics, però la recerca es va perdre per la misteriosa desaparició de Richard i la seva esposa Mary (Embeth Davidtz). Peter decideix ajudar Connors a completar la fabricació del sèrum. A l'institut, Peter usa els seus poders per a humiliar Flash Thompson durant un partit de bàsquet, però acaba destrossant una de les cistelles. L'oncle Ben es veu obligat a sortir de la feina per a reunir-se amb el director, per la qual cosa ha de treballar fins a més tard, així que li demana a Peter que reculli la tia May a les nou. Peter i Connors fabriquen un sèrum amb ADN de llangardaix i l'hi injecten a un ratolí amb només tres potes. El ratolí recupera la seva quarta pota, però Peter es distreu i s'oblida de recollir la tia May. Per això, Peter i l'oncle Ben tenen una discussió que acaba amb Peter anant-se'n enfurismat de casa. Peter tracta de comprar un cartó de llet, però l'encarregat de la botiga es nega a donar-l'hi per dos centaus. Peter s'enfada amb l'encarregat, així que quan un lladre assalta la botiga i li dona la seva llet el deixa escapar. L'oncle Ben (que havia sortit al carrer per trobar Peter) es creua amb el lladre i tracta de detenir-lo, però aquest li dispara. El lladre escapa mentre Peter s'acosta al seu oncle mort a la vorera.
Després d'això, Peter deté tots els lladres que s'assemblen a l'assassí del seu oncle amb l'esperança de trobar el veritable. En el procés, Peter cau en un gimnàs on veu el cartell d'un lluitador emmascarat. Inspirant-se en aquest cartell, Peter es fa una màscara vermella amb vidres de lents en els ulls a la qual afegeix un supervestit vermell i blau amb detalls de teranyina i uns llençateranyines que es pot col·locar en ambdues mans convertint-se en el superheroi Spiderman. Gwen convida Peter a sopar a casa seva. En el sopar, Peter coneix el pare de Gwen, el capità de la policia George Stacy (Denis Leary), que opina que Spider-Man no és més que un delinqüent. Després del sopar Peter li revela a Gwen que ell és Spiderman i els dos es besen.
El superior de Connors, el doctor Ratha (Irrfan Khan), pressiona Connors perquè provi el sèrum amb humans. Connors es nega, ja que seria arriscar-se massa, així que Ratha l'acomiada i decideix injectar-los el sèrum als ancians de l'Hospital de Veterans dient-los que és una vacuna contra la grip. Desesperat, Connors s'injecta el sèrum ell mateix i el seu braç es guareix, així que tracta d'aconseguir a Ratha abans que arribi a l'Hospital de Veterans, però la seva pell comença a tornar-se verda i escamosa i en arribar al Pont de Williamsburg es converteix en una mescla violenta entre home i llangardaix. Connors (convertit ara en el supervilà Llangardaix) tira diversos cotxes pel pont entre ells el de Ratha però Spiderman arriba i usa les seves teranyines per salvar diversos cotxes.
Spiderman sospita que Connors és Llangardaix i s'enfronta a la criatura en els embornals. El Llangardaix el fereix i Spiderman fuig, però deixa caure la seva càmera. Llangardaix recull la càmera i llegeix una etiqueta que diu "Propietat de Peter Parker" i d'aquesta manera descobreix la identitat de Spiderman. Peter arriba a la casa de Gwen i aquesta el guareix. L'endemà el Llangardaix es baralla amb Peter a l'escola que acaba amb Llangardaix fugint per l'embornal i Spiderman el segueix i descobreix que el Llangardaix planeja deixar anar des de la Torre Oscorp un gas que converteixi tot el planeta en homes-llangardaix com ell. En resposta, la policia persegueix tant Spiderman com Llangardaix. La policia captura Spiderman, però el capità Stacy el deixa anar després de saber que és Peter Parker. En la batalla final a la torre Oscorp el capità Stacy ajuda Peter disparant-li al Llangardaix, ja que aquest va espatllar els llençateranyines de Spiderman. Llangardaix li clava les urpes al capità Stacy mentre Spiderman aconsegueix deixar anar un gas creat per Gwen que posseeix l'antídot al sèrum, per la qual cosa Connors i tots els que havien estat infectats tornen a la normalitat. El capità Stacy està ferit de mort, però li fa prometre a Peter que s'allunyarà de Gwen per protegir-la dels enemics de Spiderman. Peter li ho promet. Peter arriba tard a classe diversos dies després però li promet a la professora que no tornarà a passar. La professora li diu a Peter que no faci promeses que no pugui complir, però Peter li respon en veu baixa que les promeses que no es poden complir són les millors. Gwen sent això i somriu.
En una escena post-crèdits, Connors és empresonat. En la cel·la, un home apareix entre les ombres i li pregunta a Connors si li va dir a Peter la veritat sobre el seu pare. Connors respon que no i li diu a l'home misteriós que hauria de deixar en pau Peter. L'home desapareix entre les ombres.

## Repartiment
- Andrew Garfield com a Spider-Man / Peter Parker
- Emma Stone com a Gwen Stacy
- Rhys Ifans com a Llangardaix / Dr. Curt Connors
- Denis Leary com a Capità Stacy
- Martin Sheen com a Oncle Ben
- Sally Field com a Tia May
- Irrfan Khan com a Rajit Ratha
- Campbell Scott com a Richard Parker
- Embeth Davidtz com a Mary Parker
- Chris Zylka com a Flash Thompson
- Hannah Marks com a Missy Kallenback

## Producció

### Rodatge
El rodatge començà un dilluns 6 de desembre del 2010, a Los Angeles.

### Banda sonora
La música del llargmetratge quedà en mans del compositor James Horner i fou comercialitzada el mateix dia de l'estrena de la pel·lícula, el 3 de juliol del 2012.